# کونیگونده لوگزامبورگ
کونیگونده لوگزامبورگ (انگلیسی: Cunigunde of Luxembourg؛ ۰۹۷۵ – ۳ مارس ۱۰۴۰) یک قدیس مسیحی اهل آلمان بود.